# Il Giustino
Il Giustino – opera trzyaktowa skomponowana przez Antonia Vivaldiego dla miejskiej opery w Wenecji w 1724 roku. Najbardziej znany fragment to aria o "zagubionym stateczku" (wśród morskich fal) czyli po włosku: Sventurata navicella.